# Trionymus dolus
Trionymus dolus är en insektsart som beskrevs av Ferris 1950. Trionymus dolus ingår i släktet Trionymus och familjen ullsköldlöss. Inga underarter finns listade i Catalogue of Life.